# Џексон Полок
Пол Џексон Полок (енгл. Jackson Pollock; Коди, 28. јануар 1912 — Спрингс, 11. август 1956) био је амерички сликар који је створио своја најзначајнија дела као апстрактни експресиониста, односно акциони сликар. Његов опус имао је снажан утицај на модерну уметност 20. века.

## Детињство и младост
Најмлађи од петорице браће, Полок се родио у градићу Коди, Вајоминг, као дете фармера и домаћице и одрастао у Аризони и Калифорнији. Док се са породицом селио у потрази за бољим животом, мајка се надала да јој синови неће завршити као припрости фармери попут њеног мужа. Савременици су касније за Полоков проблематичан карактер - неконвенционално облачење, пуштање дуге косе, која није била примерена добрим младићима у то време, и стално опирање ауторитетима - разлоге налазили у мајчином утицају. Наиме, иако је сањала да ће јој синови постати уметници, није им поклањала нити довољно времена, нити мајчинске љубави. Осим тога, како су се селили, Џексон ни у једном граду није стигао наћи добре пријатеље. У првих десет година његовог живота, породица се селила десет пута, сваки пут у други град.

## Први радови
Похађао је Школу примењених уметности у Лос Анђелесу у класи професора Фредерика Џона Шванковскога, али је био избачен због туче и конфликтног понашања. У Њујорк је отишао 1930. године, следећи свог брата, Чарлса Полока и обојица су студирали у класи сликара Томаса Харта Бентона (Art Students League). Тадашњи Бентонов утицај на Полока је видљив у његовим сликама из тог доба, где је користио криволинијске ондуларне ритмове са субјектима мотива из руралне Америке. Полоку су се у то време свиђали и мексички муралисти, али све више симболисти и надреалисти, посебно након што је посетио једну Пикасову изложбу у Њујорку.
Попут многих младих сликара, Полок је у то доба тражио сопствени пут, али га није налазио. Али, зато је нашао љубав: 1936. је на некој забави упознао четири године старију сликарку Леонору Краснер, Јеврејку руског порекла. Иако је њихов први сусрет био потпуни фијаско, Полок се није предавао док је није освојио. Његови пријатељи нису се могли начудити тој залуђености: Леонора Краснер била је толико непожељне спољашности да су је остали мушкарци заобилазили у широком луку.
Али, Полоку је била неодољиво привлачна. На првом сусретну позвао ју је на плес, а затим ју је упитао тако гласно да су се све главе окренуле: - Бисте ли се посексали са мном?
Шокирана и посрамљена, Леонора Краснер је похитала кући. Полок се својски потрудио да је пронађе, а недуго потом њих двоје су почели да живе заједно. У то доба Леонора Краснер је променила име у Ли Краснер (мислећи да ће с унисекс именом лакше успети у "мушком свету" уметности). "Свом Полоку", како га је звала, помогла је тако што га је увела у уметничке кругове и упознала с утицајним меценама и критичарима.
Уз њену помоћ Полок је одржао прву самосталну изложбу 1943. у галерији The Art of This Century у Њујорку. Власница галерије била је Пеги Гугенхајм, нећакиња богаташа Соломона Гугенхајма, по којем је назван Музеј уметности Гугенхајм на Менхетну. Пеги Гугенхајм после је сматрала да је она најзаслужнија за "откривање" Полока и до краја живота полагала је права на његова дела, сукобљавајући се притом с Ли Краснер.
Иако се његово име све чешће спомињало кад би се повео разговор о "младим сликарима који обећавају", Полок је био све депресивнији. И као младић је патио од депресије, а сад је све чешће западао у безнадежна стања, појачавана дуготрајним опијањима, због чега се неколико пута психијатријски лечио.
Полокове ране фигуративне слике су под утицајем мексичких муралиста Давида Алфара Сикјероса, Хосеа Клемента Ороска и Дијега Ривере, па је чак и радио у експерименталном атељеу Сикјероса 1936. године. После посете изложбама Пикаса и надреалистичкој уметности, у сликама које је стварао јавља се све више симбола. Путовао је по САД током 1930-их, али се на крају вратио у Њујорк 1943. године, где је радио за WPA Федерални уметнички пројекат од 1935. до 1942. године. Полокова прва самостална изложба приређена је у Галерији Пеги Гугенхајм, ”Галерија уметности овог века” (Art of this Century gallery) у Њујорку 1943. године.

## Сликање
У октобру 1945. Полок и Ли Краснер су се венчали. Истина, није то била Полокова замисао, али је пристао јер је те године Ли Краснер умро отац који ју је до краја живота третирао као губитницу. Недуго након венчања пар се с Менхетна преселио у Ист Хемтон на њујоршком Лонг Ајленду. Живели су у дрвеној кући, а амбар у великом дворишту Полок је преуредио у сликарски атеље у којем је проводио целе дане, али све чешће и ноћи.
- Будио би се касно и онда још два сата седео поред проклете шољице кафе - љутила се Краснер.

Иако је увек била строга критичарка његовог рада, занемарила је своју каријеру и све своје време посветила супругу. Охрабрен, он је сликао све више и све боље, те је, као никад дотад, почео тражити сопствени стил. Пронашао га је, кажу неки, сасвим случајно. Приликом осликавања неког мурала, загледао се у капи боје које су с киста падале на под и одушевио се оним стоје настало.
“Таква слика живи својим животом”, тврдио је, те је одлучио да покуша да направи слику на исти начин. По поду је почео постављати огромна платна и по њима изливао и наносио боје, понекад их мешајући са материјалима попут песка или смрвљеног стакла. За сликање је, осим шаке и зглоба, користио цело своје тело, уз само једно правило: кистове, палете и остали сликарски алат избацио је из употребе те се почео служити штаповима, зидарским кашикама и кухињским ножевима.
На поду је све једноставније, осећам се ближим слици, као њен саставни део, јер на тај начин могу да се крећем око ње, радим са све четири стране и, буквално, уђем у слику.
Дела настала техником капања приказана су први пут на изложби у галерији Бети Парсонс, 1949. године. Нова сликарска техника заинтригирала је и публику и стручњаке, па иако су многи конзервативни критичари тврдили како "то што он ради - није сликарство", чак је и угледни часопис Лајф објавио о њему велики афирмативан текст под насловом "Да ли је он највећи живи сликар у Америци?"
Први пријеми нове технике сликања ==
Његова техника ретко је кога остављала равнодушним. Насупрот онима који су га хвалили, на сва уста, нашли су се његови најгласнији противници, конзервативни љубитељи реализма, који су ту технику прогласили уметничким терором. Њихови напади кулминирали су надимком "Jack The Dripper" (Џек капач), који је први пут споменут у магазину Тајм 1956.
Полокове апстракције заинтригирале су и младог студента фотографије Ханса Намута, који је пожелео да га фотографише и сними на делу. Полок је пристао и обећао да ће кад Намут дође код њега почети да слика ново дело, али кад се овај појавио у договорено време, Полок му се извинио, јер је слику већ завршио.
У муклој тишини, преко целог пода, лежало је свеже насликано платно. Приметио сам да Полок концентрисано гледа у њега и одједном, сасвим неочекивано, узима лименку боје и почиње кружити око платна. Ништа није требало да ми се говори јер било је јасно да је уочио да слику треба дорадити. Тихо сам посегнуо за камером како га не бих деконцентрисао и почео снимати. Његови, у почетку лагани, покрети претворили су се у ритмичан плес кад је платно почео прскати црном, белом и смеђом бојом. Потпуно је заборавио да сам ја тамо.
Пола сата Полоц је непрекидно скакао по студију. Кад се Намут већ почео питати одакле му толика енергија, изненада је стао и рекао:
То је то.
Сарадња је настављена још једним филмом кад је Намут снимао из жабље перспективе. На филму се види како слика по стаклу, његови покрети, емоције на лицу и трагови боја које цуре.

## Последњи период живота
Но, задовољство због тога што су га почели ценити прекида трагедија: на јесен 1950. Полоков лекар др Едвин Х. Хелер, за кога је био неизмерно везан, погинуо је у саобраћајној несрећи. Смрт човека који га је најдуже успевао држати подаље од алкохола страховито га је погодила. Прекинуо је апстиненцију и - то је био почетак његовог краја. Иако се исте године придружио групи авангардних уметника под називом The Irascibles, који су потписали протест против изложбене политике Уметничког музеја Метрополитен, Полок се све мање посвећивао сликарству.
Као да се у потпуности предао алкохолу. По целе дане је пијанчио у Цедар Бару Менхетн где је упознао и Рут Клингман, уметничку конкубину и своју будућу љубавницу. Полоков студио у Спрингсу постао је њихово љубавно гнездо, без обзира на то што је његова жена све време била код куће. И не само то, наводно се Рут у купаћем костиму шепурила околним плажама толико дуго док Ли није прекипело и у лето 1956. одлучила је да на неколико недеља оде у Париз. Као да је то једва дочекала, Рут Клингман се одмах доселила код Полока. Веровала је да ће се он развести и оженити њоме, па им је већ почела организовати заједнички живот.
Најчешће их је посећивала њена најбоља пријатељица, Едит Метзгер. Она је и ауторка фотографије снимљене на последњи дан Полоковог живота, 11. августа 1956. године, на којој Рут Клингман у купаћем костиму седи у крилу Полоку. На вече тога дана трио је кренуо у обилазак крчми. Кад су се враћали кући, пијани Полок зауставио је аутомобил насред раскрснице и казао како се не осећа добро. Убрзо се поред њих зауставио полицајац, али препознао је познатог сликара и очито импресиониран продужио својим путем, и не опоменувши га. Полок је наставио да вози назад према Спрингсу, али је пијан, тачно у 22 сата и 15 минута, на Фајрплејс Роуду, недалеко од његовог имања у Ист Хемтону, слетео са пута и ударио у дрво. Он и Едит Метзгер остали су на месту мртви, а Рут Клингман била је тешко повређена.
Кад јој је телефоном у Париз јављено да је Полок мртав, Ли Краснер почела је хистерично да виче. Тек након повратка из Европе чула је све детаље догађаја, али смогла је снаге да сама организује сахрану. И Рут Клингман је жарко желела присуствовати испраћају, али лекари је нису желели пустити из болнице. Зато је замолила своју сестру близнакињу, Ирис, да обуче њену хаљину и оде на сахрану уместо ње. Али, сестра је то одбила јер се превише бојала Ли Краснер.
Дуги низ година касније Рут Клингман је овако описала свог некадашњег љубавника:
С њим човек никад није било начисто. У једном тренутку је био агресиван, а већ би у следећем плакао као мало дете,
казала је присећајући се како је сузе на његовом лицу видела сваки пут када би ишла погледати представу "Чекајући Годоа" Семјуела Бекета.
Други су га поредили са др Џекилом, научником чији је познати алтер его био монструозни Мр Хајд у Велсовом научно-фантастичном роману. Но, до данас најпознатија културолошко поређење гласи: Полок је Џејмс Дин света сликарства, "бунтовник без разлога", који је од детињства био проблематичне нарави. Није волео ауторитете, немарно се облачио, вечно се са свима свађао. Језива је коинциденција и сличан начин на који су погинули и сликар и славни глумац, као да су се обојица држала пророчанске Динове изреке: "Живи брзо, умри млад и буди леп леш".
Полокова удовица, Ли Краснер, која се, због потиснуте креативности, те осећаја немоћи пред његовом депресијом, алкохолизмом и последичним изливима беса, никако није могла решити сопствених фрустрација, коначно је осетила спокој. Остатак живота посветила је сликању и успомени на прерано погинулог партнера.
Ли Краснер умрла је 1984. године, у 75. години живота. Сахрањена је само неколико метара од супруга, на зеленој ливади гробља Грин Ривер у Спрингсу, Њујорк. Њихове гробове означавају 2 стене.
Годину дана после њене смрти основана је Фондација Полок-Краснер, с циљем да помаже талентованим сликарима новцем, уметничким и пословним саветима. Кућу на Лонг Ајленду у којој су живели Џексон Полок и Ли Краснер Американци данас сматрају важним местом националне историје и поносно је показују туристима.
Његова слика "Број 5, 1948" новембра 2006. продата је за 140 милиона долара и тиме постала најскупља слика свих времена.

## Филм
О сликаревом животу је 2000. године снимљен филм “Полок”. За њега је написао сценарио, режирао га и глумио главну улогу Ед Харис.
Пре десетак година о Полоку нисам ништа знао. Чуо сам само за његово име, али нисам имао појма какав је био уметник. А онда ми је 1986. отац за рођендан послао његову нетом објављену биографију са фотографијом на насловници и посветом: "Невероватно наликујеш на њега. Размисли, можда би о њему могао снимити филм". Са сваким прочитаним ретком књиге, све више ме интригирао.
Харис је у књизи "Џексон Полок - Једна америчка сага" Стивена Најфеа и Грегори Вајт Смита пронашао врло захвалан материјал. У њему се описује последњих 15 година Полоковог живота, кад је постао славан, пропио се и погинуо у аутомобилској несрећи. Своју је гаражу преуредио у сликарски студио како би се што боље упознао са Полоковом техником "акционог сликања", а како би што верније портретисао уметника који је у последњим годинама живота огрезао у пићу, набацио је 15 сувишних килограма. Толико се здушно прихватио улоге и режије филма о Полоку да је због стреса у једном тренутку колабирао на сету и накратко завршио у болници. Уз Харисовог амбициозног, несигурног, егоцентричног и насилног Полока, у глумачкој постави били су и Вал Килмер, Ами Мадиган и Џенифер Конели. За улогу његове музе, Ли Краснер, Марша Геј Харден је 2001. награђена Оскаром као најбоља споредна глумица. Лик који је евидентно добро проучила и одглумила, овако је описала:
Волела је доцирати, и због тога је била тешка особа. Но, кад је препознала Полоков талент, потпуно му се посветила и притом му је допуштала да је малтретира.